# Ilfenesh Hadera
Ilfenesh Hadera (ur. 1 grudnia 1985 w Nowym Jorku) – amerykańska aktorka, która wystąpiła m.in. w filmach Spike'a Lee (Oldboy: Zemsta jest cierpliwa, Chi-Raq) i licznych serialach (Billions, Iluzja, Godfather of Harlem).

## Filmografia

### Filmy
| Rok  | Tytuł                                      | Rola             | Uwagi   |
| ---- | ------------------------------------------ | ---------------- | ------- |
| 2010 | 1/20                                       | Hazel            |         |
| 2011 | Da Brick                                   | Saalinge         | film TV |
| 2013 | Oldboy: Zemsta jest cierpliwa              | Judy             |         |
| 2015 | Chi-Raq                                    | panna McCloud    |         |
| 2017 | Baywatch. Słoneczny patrol                 | Stephanie Holden |         |
| 2023 | Murarz. Na granicy spisku (The Bricklayer) | Tye              |         |
| 2024 | Wilkołaki                                  | Lucy             |         |
| 2025 | Highest 2 Lowest                           | Pam King         |         |

### Seriale
| Rok     | Tytuł                                          | Rola                | Uwagi                  |
| ------- | ---------------------------------------------- | ------------------- | ---------------------- |
| 2013    | Czarna lista                                   | Jennifer Palmer     | 1 odc.                 |
| 2015    | Kto się odważy                                 | Carmen Febles       | miniserial, gł. obsada |
| 2015    | Chicago Fire                                   | Serena Holmes       | 3 odc.                 |
| 2016    | Difficult People                               | Abby                | 1 odc.                 |
| 2016    | Conviction                                     | Naomi Golden        | 2 odc.                 |
| 2016–17 | Billions                                       | Deb Kawi            | 20 odc.                |
| 2017    | Master of None                                 | Lisa                | 3 odc.                 |
| 2017    | Punisher                                       | Mistress            | 1 odc.                 |
| 2017–19 | Ona się doigra                                 | Opal Gilstrap       | 10 odc.                |
| 2018    | Iluzja                                         | Kay Daniels         | w gł. obsadzie         |
| od 2019 | Ojciec chrzestny Harlemu (Godfather of Harlem) | Mayme Johnson       | w gł. obsadzie         |
| 2021    | Zaprzysiężeni                                  | det. Angela Reddick | 2 odc.                 |
| 2022    | East New York                                  | Vonny Diskant       | 1 odc.                 |
| 2023–24 | Agentka McCall                                 | Michelle Chambers   | 2 odc.                 |